# アスランベク・フシュトフ
アスランベク・フシュトフ（ロシア語: Асланбек Витальевич Хуштов、ローマ字:Aslanbek Vasiliyevich Khushtov、カバルド語: Хъущт Аслъэнбэч, Виталий и къуэ、1980年7月1日 - ）は、ロシアのレスリング選手。2008年北京オリンピックレスリンググレコローマンスタイル96kg級の金メダリストである。ロシア連邦カバルダ・バルカル共和国ベログリンカ出身。

## 実績
- オリンピック
  - 2008年北京オリンピック　金メダル
- 世界選手権
  - 優勝　2008年